# Mistów
Mistów es un pueblo de Polonia, en Mazovia.  Se encuentra en el distrito (Gmina) de Jakubów, perteneciente al condado (Powiat) de Mińsk. Se encuentra aproximadamente a 5 km al noreste de Mińsk Mazowiecki, y a 41 km  al este de Varsovia. Su población es 410 habitantes.
Entre 1975 y 1998 perteneció al voivodato de Siedlce.